# 守恆量
在經典力學裏，對於一個動力系統，隨著時間的演進，所有保持不變的物理量都稱為守恆量（conserved quantity），又稱為運動常數。由於很多物理定律會表達某種守恆行為，對應的守恆量時常會出現於真實系統。例如，假設在某系統內涉及的作用力是保守力，則此系統的能量是守恆量。假設涉及的作用力是連心力，則此系統的角動量是守恆量。

## 動量
根據動量守恆定律，假若一個粒子所感受到的外力，其總向量和為零，則這粒子的動量保持不變，是一個守恆量。在這狀況下，粒子會呈勻速運動或著靜止不變。以方程式表達，假設粒子感受到的淨外力為零：
{\displaystyle \mathbf {F} =0} 。
根據牛頓第二定律，淨外力與動量 {\displaystyle \mathbf {p} } 的關係式為
{\displaystyle \mathbf {F} ={\frac {\mathrm {d} \mathbf {p} }{\mathrm {d} t}}} 。
所以，動量是一個常數，是一個守恆量。

## 角動量
根據角動量守恒定律，假若一個粒子所感受到的外力矩，其其總向量和為零，則這粒子的角動量保持不變，是一個守恆量。在這狀況下，粒子會呈勻角運動或直線運動。以方程式表達，假設粒子感受到的淨外力矩 {\displaystyle {\boldsymbol {\tau }}} 為零：
{\displaystyle {\boldsymbol {\tau }}=0} 。
淨外力矩與角動量 {\displaystyle {\boldsymbol {\ell }}} 的關係式為
{\displaystyle {\boldsymbol {\tau }}={\frac {\mathrm {d} {\boldsymbol {\ell }}}{\mathrm {d} t}}} 。
所以，角動量是一個常數，是一個守恆量。

## 能量
在經典力學裏，粒子的能量定義為動能與勢能的代數和。根據能量守恒定律，假若一個粒子所感受到的外力都是保守力，則這粒子的能量保持不變，是一個守恆量。以方程式表達，能量 {\displaystyle E} 為動能 {\displaystyle T} 與勢能 {\displaystyle V} 的代數和
{\displaystyle E=T+V} 。
粒子的動能與運動速度 {\displaystyle \mathbf {v} } 的關係為
{\displaystyle T=mv^{2}/2} ；
其中，{\displaystyle m} 是粒子的質量。
而對於保守系統，勢能與淨保守力 {\displaystyle \mathbf {F} } 的關係為
{\displaystyle \mathbf {F} =-\nabla V} ；
能量對於時間的導數為
{\displaystyle {\frac {\mathrm {d} E}{\mathrm {d} t}}=m\mathbf {v} \cdot {\frac {\mathrm {d} \mathbf {v} }{\mathrm {d} t}}+\mathbf {v} \cdot \nabla V=\mathbf {v} \cdot (m\mathbf {a} -\mathbf {F} )=0} 。
所以，能量是一個常數，是一個守恆量。

## 能量函數
思考一個物理系統，其拉格朗日量是动能 {\displaystyle T} 与势能 {\displaystyle V} 的差值：
{\displaystyle {\mathcal {L}}=T-V} 。
通常，動能的參數為廣義速度 {\displaystyle {\dot {q}}_{1},{\dot {q}}_{2},{\dot {q}}_{3},\dots ,{\dot {q}}_{N}} （符號上方的點號表示對於時間 {\displaystyle t} 的全導數），而勢能的參數為廣義坐標 {\displaystyle q_{1},q_{2},q_{3},\dots ,q_{N};t} ，所以，拉格朗日量的參數為 {\displaystyle q_{1},q_{2},q_{3},\dots ,q_{N};{\dot {q}}_{1},{\dot {q}}_{2},{\dot {q}}_{3},\dots ,{\dot {q}}_{N};t} 。
這物理系統的運動軌道，以拉格朗日方程式表示為
{\displaystyle {\frac {d}{dt}}\left({\frac {\partial {\mathcal {L}}}{\partial {\dot {q}}_{i}}}\right)-{\frac {\partial {\mathcal {L}}}{\partial q_{i}}}=0}；
其中，{\displaystyle t} 是时间。
拉格朗日量對於時間的全導數為
{\displaystyle {\frac {d{\mathcal {L}}}{dt}}=\sum _{i}{\frac {\partial {\mathcal {L}}}{\partial q_{i}}}{\dot {q}}_{i}+\sum _{i}{\frac {\partial {\mathcal {L}}}{\partial {\dot {q}}_{i}}}{\ddot {q}}_{i}+{\frac {\partial {\mathcal {L}}}{\partial t}}} 。
將拉格朗日方程式代入，可以得到
{\displaystyle {\begin{aligned}{\frac {d{\mathcal {L}}}{dt}}&=\sum _{i}{\frac {d}{dt}}\left({\frac {\partial {\mathcal {L}}}{\partial {\dot {q}}_{i}}}\right){\dot {q}}_{i}+\sum _{i}{\frac {\partial {\mathcal {L}}}{\partial {\dot {q}}_{i}}}{\ddot {q}}_{i}+{\frac {\partial {\mathcal {L}}}{\partial t}}\\&=\sum _{i}{\frac {d}{dt}}\left({\frac {\partial {\mathcal {L}}}{\partial {\dot {q}}_{i}}}{\dot {q}}_{i}\right)+{\frac {\partial {\mathcal {L}}}{\partial t}}\\\end{aligned}}}。
定義「能量函數」 {\displaystyle {\mathit {h}}(q_{1},q_{2},q_{3},\dots ;{\dot {q}}_{1},{\dot {q}}_{2},{\dot {q}}_{3},\dots ;t)} 為
{\displaystyle {\mathit {h}}\ {\stackrel {def}{=}}\ \sum _{i}{\frac {\partial {\mathcal {L}}}{\partial {\dot {q}}_{i}}}{\dot {q}}_{i}-{\mathcal {L}}} ，
則能量函數與拉格朗日量的關係為
{\displaystyle {\frac {d{\mathit {h}}}{dt}}=-{\frac {\partial {\mathcal {L}}}{\partial t}}} 。
假若拉格朗日量顯性地與時間無關，{\displaystyle {\frac {\partial {\mathcal {L}}}{\partial t}}=0} ，{\displaystyle {\mathcal {L}}={\mathcal {L}}(q_{1},q_{2},q_{3},\dots ,q_{N};{\dot {q}}_{1},{\dot {q}}_{2},{\dot {q}}_{3},\dots ,{\dot {q}}_{N})} ，則能量函數是一個常數，是一個守恆量。設定 {\displaystyle {\mathit {h}}=E} ，這常數 {\displaystyle E} 可以稱為這物理系統的能量。因此，這物理系統的能量守恆。

## 參閱
- 李亞普諾夫函數
- 哈密頓系統
- 守恆定律